# Micpe Zikaron
Micpe Zikaron (hebrejsky: מצפה זכרון) je vrch o nadmořské výšce 54 metrů v severním Izraeli, v Dolní Galileji.
Leží na pomezí náhorní planiny Ramot Jisachar a Charodského údolí, cca 10 kilometrů jihovýchodně od města Afula a cca 2 kilometry jihozápadně od vesnice Ramat Cvi. Má podobu nevýrazného odlesněného návrší, podél jehož severní strany protéká vádí Nachal Šejzafim, jež se tu zařezává do okolního terénu a klesá do Charodského údolí. Podél jihovýchodní strany vrchu prochází lokální silnice 716. Na jih odtud leží vesnice Ejn Charod Me'uchad a Ejn Charod Ichud. Vrcholová partie je zemědělsky využívána.